# Otakar Vožeh
Otakar Vožeh (pseud. Václav Novák) (* 7. března 1944) je český křesťanský (protestantský) publicista, dlouhodobý redaktor Trans World Rádia (TWR) a zakladatel jeho československého vysílání.
Vystudoval České vysoké učení technické v Praze. V září 1968 odešel s manželkou z Československa. Po krátkém pobytu ve Velké Británii se usadil v Monaku, kde se v lednu 1970 zapojil do činnosti TWR. Roku 1988 odešel do USA, o dva roky později se přestěhoval do Vídně. V týmu TWR-Europe pracoval až do roku 1993. Pak začal působit v misijní organizaci International Needs (Mezinárodní potřeby); ve správní radě české Nadace Mezinárodní potřeby působil do roku 2022.
Je autorem knihy Evangelium (Brno, 1997).
S manželkou má čtyři děti. 